# Storia della nazionale di calcio dei Paesi Bassi
Questa pagina tratta la storia della nazionale di calcio dei Paesi Bassi.
La nazionale dei Paesi Bassi (in lingua olandese Nederlands voetbalelftal, in italiano letterale "undici di calcio dei Paesi Bassi"), spesso indicata come nazionale di calcio dell'Olanda, gioca in tenuta arancione, motivo per il quale i suoi componenti sono detti oranje. Ha vinto il campionato europeo nel 1988 e ha raggiunto la finale del campionato mondiale per tre volte, di cui due consecutive (1974 e 1978) e una trentadue anni dopo, nel 2010, venendo sconfitta in tutte le occasioni. Ha raggiunto la finale anche nella prima edizione della UEFA Nations League (2018-2019), uscendone sconfitta.
In dieci partecipazioni al campionato mondiale è arrivata tra le prime quattro posizioni per ben cinque volte. Tra le nazionali che hanno disputato almeno tre finali della Coppa del mondo e sono arrivate almeno cinque volte tra le prime quattro, quella olandese è l'unica a non avere vinto il trofeo. Al campionato europeo ha ottenuto cinque piazzamenti nei primi quattro posti (1976, 1988, 1992, 2000, 2004) su dieci partecipazioni complessive alla fase finale.

## Prime comparse al mondiale e periodo buio

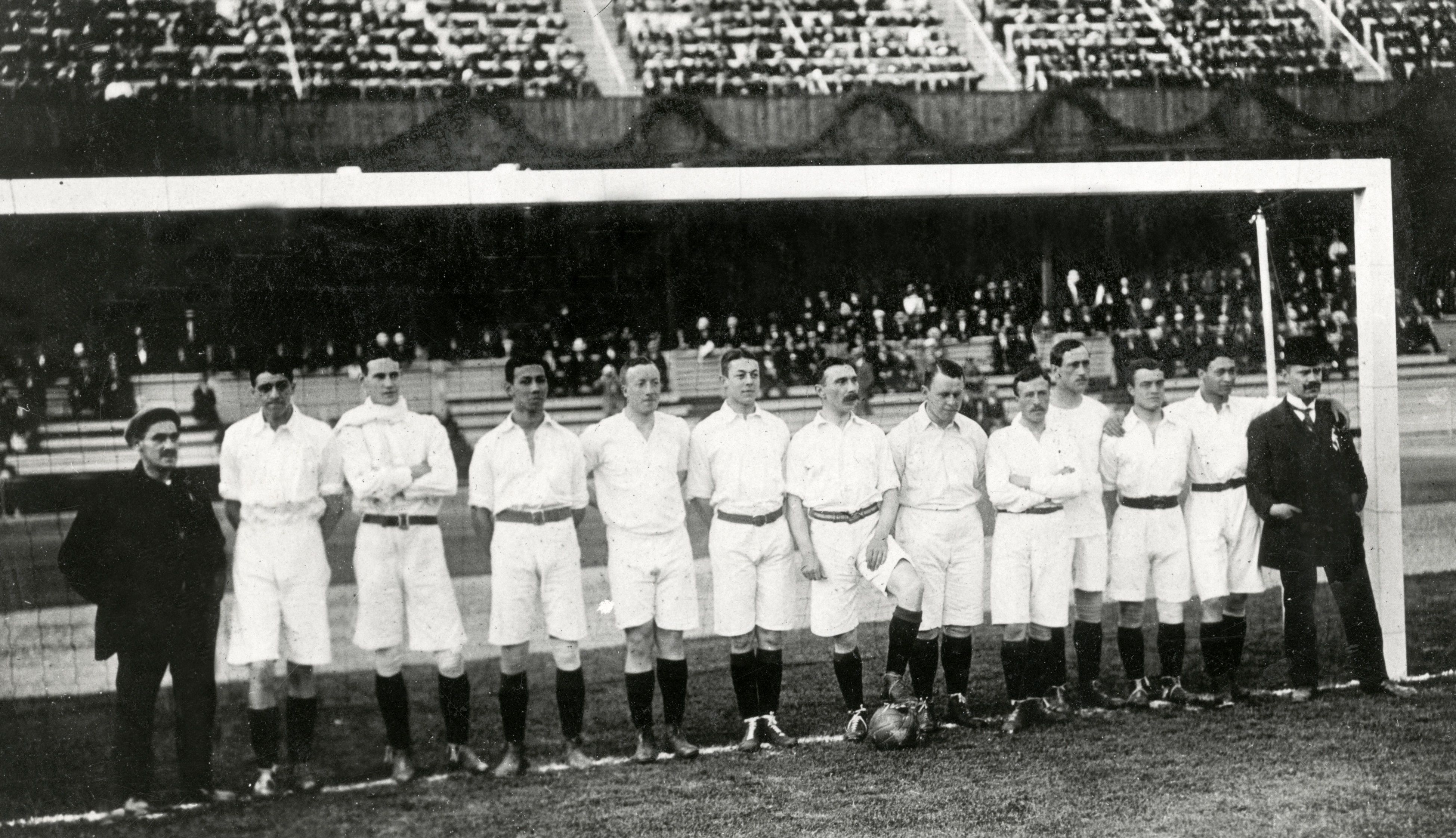
La nazionale olandese che vinse la medaglia di bronzo al torneo olimpico di Stoccolma 1912

La nazionale olandese fece la sua prima apparizione ai campionato del mondo nell'edizione del 1934 in Italia, per poi qualificarsi anche al campionato mondiale del 1938 in Francia. Bisognerà aspettare gli anni settanta per vedere gli oranje riaffacciarsi sul palcoscenico dell'élite mondiale, un'attesa durata fino al campionato del mondo 1974, disputatosi in Germania Ovest.

## Il calcio totale

### I Paesi Bassi di Cruijff (mondiale 1974 ed europeo 1976)
Da qualche anno emblema del calcio totale, con Ajax e Feyenoord vincitori di molti trofei nelle coppe europee, condotta da Johan Cruijff, calciatore di grande qualità tecnica, ritenuto tra i migliori della storia del calcio, la nazionale olandese fu la rivelazione del campionato del mondo 1974. L'accesso alla fase finale fu, però, molto sofferto, con la squadra che si presentò all'ultima gara del gruppo 3 di qualificazione a pari punti con il Belgio, opposto agli oranje nella sfida decisiva del 18 novembre 1973 a Rotterdam. Negli ultimi minuti dell'incontro l'arbitro Pavel Kazakov annullò un gol al Belgio per un fuorigioco inesistente, così la gara finì 0-0 e per la miglior differenza reti si qualificarono gli olandesi.
Nella fase finale del mondiale del 1974 gli olandesi vinsero agevolmente il girone eliminatorio, battendo all'esordio l'Uruguay per 2-0, pareggiando a reti bianche contro la Svezia la seconda gara e battendo per 4-1 la Bulgaria nell'ultima. Al secondo turno, anch'esso a gironi, gli arancioni sconfissero per 4-0 l'Argentina, per 2-0 la Germania Est e per 2-0, dopo una partita nervosa e molto fallosa, il Brasile campione del mondo uscente. In tutte queste partite la nazionale nederlandese diede prova di un'eccellente tenuta atletica e di notevoli qualità tecniche in alcuni suoi giocatori, esprimendo un brillante gioco offensivo a tutto campo e dimostrando una netta superiorità sui vari avversari.

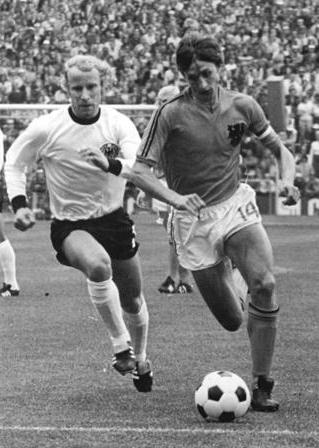
Johan Cruijff, il maggiore talento nella storia degli oranje, in azione nella finale del mondiale del 1974.

In finale, però, i Paesi Bassi non confermarono completamente le loro qualità; i nederlandesi si trovarono di fronte i padroni di casa della Germania Ovest, una squadra esperta, fisicamente preparata e dotata di giocatori di qualità. Passati in vantaggio dopo un minuto grazie a un rigore per atterramento in area di Cruijff, trasformato da Johan Neeskens, gli uomini allenati da Rinus Michels subirono la reazione della Germania, che ribaltò la situazione entro il primo tempo, prima con il pareggio di Paul Breitner, anch'esso su rigore, e poi con un gol in mischia da distanza ravvicinata dell'abile centravanti tedesco Gerd Müller. Nella ripresa, dopo aver in due occasioni rischiato di subire il terzo gol, gli olandesi imposero il loro forcing offensivo, sfiorando con vari tentativi il pareggio. Ciononostante fu tutto inutile e gli oranje, considerati favoriti alla vigilia, persero il mondiale, proprio come lo perse vent'anni prima l'Ungheria contro la stessa Germania Ovest. La direzione di gara dell'arbitro Jack Taylor, apparentemente ineccepibile, sembrò invece innervosire in particolare Cruijff e venne criticata dai nederlandesi per un presunto atteggiamento di fondo benevolo verso i padroni di casa.
Al campionato d'Europa 1976 liti interne allo spogliatoio tra Cruijff e Willem van Hanegem danneggiarono irrimediabilmente l'affiatamento della squadra, che ottenne un terzo posto considerato deludente a fronte alle aspettative iniziali.

### Mondiale 1978
Al mondiale argentino del 1978 i Paesi Bassi raggiunsero nuovamente la finale, seppur con molta fatica, essendo anche privi di Cruijff, il quale aveva deciso di lasciare la nazionale. Nel girone iniziale la squadra si trovò ad affrontare Perù, Scozia e Iran. Vinta la gara contro l'Iran, il pareggio per 0-0 con il Perù costrinse gli olandesi a giocarsela con la Scozia nella terza partita (anche se, contando su una vittoria del Perù contro l'Iran, era sufficiente anche una sconfitta per 3-0). Malgrado la vittoria della Scozia per 3-2, a qualificarsi al secondo turno furono i Paesi Bassi, grazie alla miglior differenza reti.
Nel girone di semifinale gli arancioni trovarono Austria, Germania Ovest e Italia. Sconfitta per 5-1 l'Austria e ottenuto un pareggio (2-2) nella ripetizione della finale '74 con i tedeschi occidentali, gli uomini di Ernst Happel batterono per 2-1 ed eliminarono l'Italia, ancora in corsa per la finale, in una partita dominata dagli azzurri nel primo tempo, beffandoli a un quarto d'ora dalla fine con un tiro di Haan da quasi quaranta metri.
Nell'atto conclusivo, ancora una volta la formazione olandese si trovò di fronte i padroni di casa, e a Buenos Aires, contro l'Argentina, in un infuocato clima di fervente nazionalismo, fu sconfitta nuovamente. L'Argentina si impose per 3-1 dopo i tempi supplementari, grazie alle reti di Kempes (doppietta) e Bertoni, a fronte del momentaneo pareggio siglato dall'attaccante di riserva Dick Nanninga. Furono grandi comunque i rimpianti per i Paesi Bassi, a causa di un palo colpito al 90' da Rensenbrink. Gli olandesi, inoltre, lamentarono il gioco duro e il presunto atteggiamento ostruzionistico degli argentini, il clima ostile in campo e sugli spalti e la direzione di gara dell'arbitro italiano Sergio Gonella, ritenuta imprecisa e troppo tollerante con i padroni di casa.

## La crisi del decennio 1978-1988
Dopo il campionato mondiale 1978, a causa del declino della generazione dei grandi campioni degli anni settanta, i Paesi Bassi imboccarono la strada di una crisi decennale. Qualificatisi alla fase finale del campionato d'Europa 1980, gli oranje furono eliminati prima delle semifinali, perdendo la partita decisiva contro la Germania Ovest, poi vincitrice della manifestazione.
Negli anni successivi vennero mancati altri obiettivi importanti quali le qualificazioni ai campionato mondiale 1982 e 1986 e al campionato europeo 1984.

## La vittoria dell'europeo

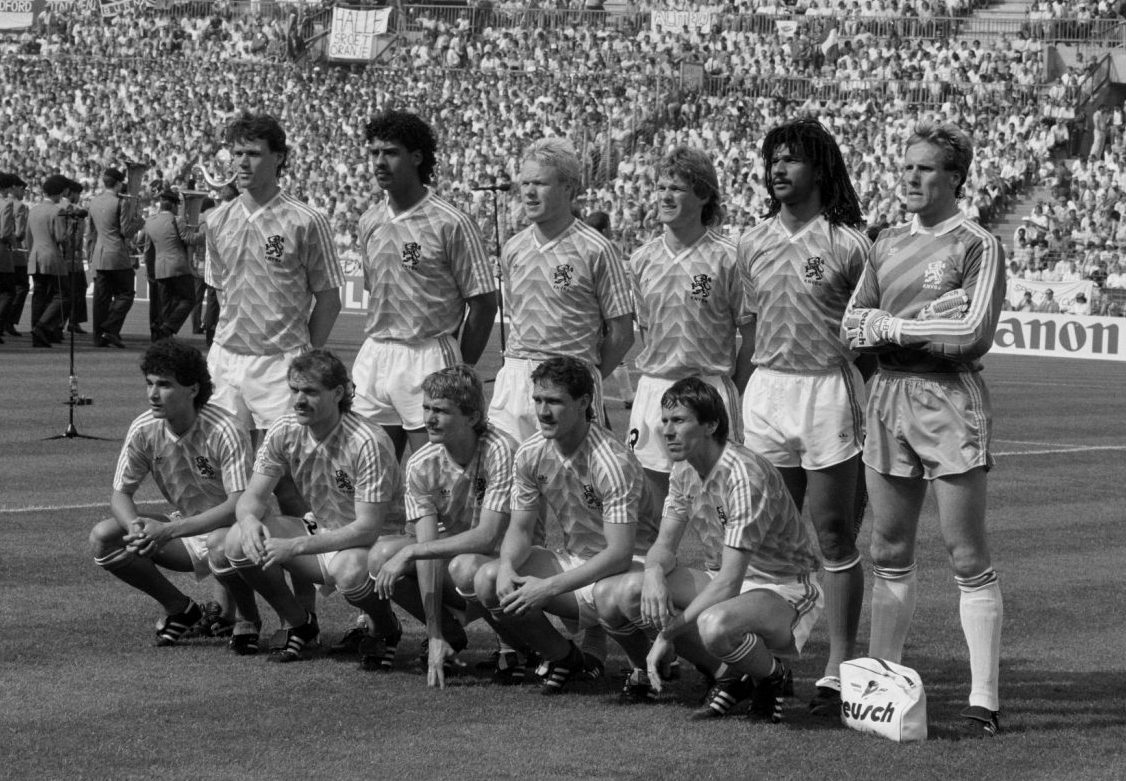
La nazionale olandese campione continentale al campionato europeo del 1988

A partire dalla metà degli anni ottanta una nuova generazione di campioni si affacciò sulla scena internazionale. I Paesi Bassi, allenati dallo stesso Rinus Michels, già timoniere al tempo della finale mondiale del 1974, conquistarono il loro primo alloro europeo vincendo il campionato d'Europa 1988, disputatosi in Germania Ovest.
Inseriti nel gruppo B insieme a Inghilterra, Irlanda e Unione Sovietica, gli olandesi partirono subito male, perdendo 1-0 con i sovietici di Lobanovs'kyj. Le due vittorie successive con Inghilterra ed Irlanda permisero comunque al gruppo di Michels di passare in semifinale come seconda classificata nel girone. In semifinale si trovarono di fronte alla Germania Ovest padrona di casa. Dopo un combattuto match, vinto per due reti ad uno con gol decisivo all'88' di Marco van Basten, gli oranje poterono accedere alla finale contro l'Unione Sovietica, nazionale da cui erano stati battuti nella gara d'esordio.
Il 25 giugno, a Monaco di Baviera, la vittoria arrivò grazie ad un 2-0 firmato da Ruud Gullit e da Marco van Basten. Di quella squadra vincente facevano parte campioni del calibro di Marco van Basten, Ruud Gullit, Frank Rijkaard (il trio olandese del Milan di Sacchi), Ronald Koeman, Gerald Vanenburg e il portiere Hans van Breukelen.

## Anni novanta: il quarto posto al mondiale 1998
Negli anni novanta il miglior risultato per i Paesi Bassi fu il raggiungimento della semifinale a campionato d'Europa 1992, mentre l'avventura agli campionato d'Europa 1996 si concluse ai quarti di finale.
Le partecipazioni della squadra arancione ai mondiali 1990 e 1994 furono meno brillanti. A Italia '90 la nazionale arancione si presentò da campione d'Europa in carica, ma fu eliminata agli ottavi dalla Germania (vera bestia nera degli olandesi), che poi avrebbe vinto il titolo. Al mondiale statunitense del '94 i Paesi Bassi, trascinati da Dennis Bergkamp, come quattro anni prima furono sconfitti dai futuri campioni del mondo: raggiunti i quarti di finale, furono, infatti, estromessi dalla competizione dal Brasile, vittorioso per 3-2.

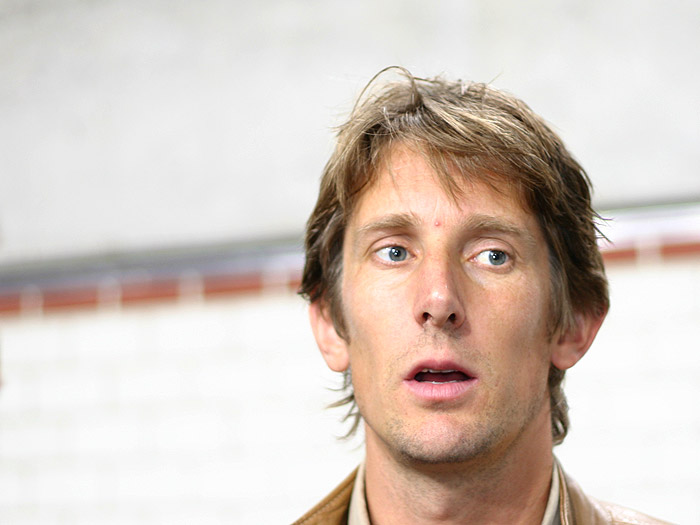
Il portiere Edwin van der Sar, secondo assoluto per numero di presenze in nazionale con 130 partite dal 1995 al 2008.

Nella rassegna mondiale del 1998, con Guus Hiddink come CT, la squadra arrivò tra le prime quattro a distanza di vent'anni dall'ultima volta. Facevano parte di quella nazionale fuoriclasse come Dennis Bergkamp, Marc Overmars, Phillip Cocu, Edgar Davids, Frank de Boer, Ronald de Boer, Clarence Seedorf e Patrick Kluivert. Gli olandesi avanzarono sino alla semifinale e furono sconfitti ai rigori sempre dal Brasile. Nella finale per il terzo posto furono poi battuti per 2-1 dalla sorprendente Croazia.

## Anni duemila: la doppia semifinale europea
Congiuntamente al vicino Belgio, i Paesi Bassi ospitarono il campionato d'Europa 2000. Vinta la prima fase a punteggio pieno (con anche un successo, per 3-2, sui campioni mondiali della Francia), nei quarti rifilarono un 6-1 alla Jugoslavia. Il cammino terminò in semifinale, contro l'Italia: in vantaggio di un uomo per gran parte della sfida, la squadra di casa fallì due rigori nei 120 minuti di gioco, venendo poi battuta nella sequenza finale dei tiri dal dischetto, per l'ottima prestazione del portiere azzurro Toldo.
Mancata la qualificazione al campionato del mondo 2002, nella successiva edizione del torneo continentale gli olandesi replicarono il raggiungimento della semifinale, stavolta con l'eliminazione causata dal Portogallo. Nel luglio 2004 il CT Advocaat si dimise dopo aver ricevuto minacce alla propria persona. Fu sostituito da Van Basten, che ottenne la qualificazione ai campionato mondiale 2006 da imbattuto.
Per la fase finale del mondiale tedesco, gli oranje vennero inseriti nel girone C che superarono insieme all'Argentina, prima in classifica per differenza reti. L'ostacolo maggiore si rivelò, nuovamente, il Portogallo, che fermò la selezione negli ottavi in una gara con ben venti provvedimenti disciplinari tra ammonizioni ed espulsioni.

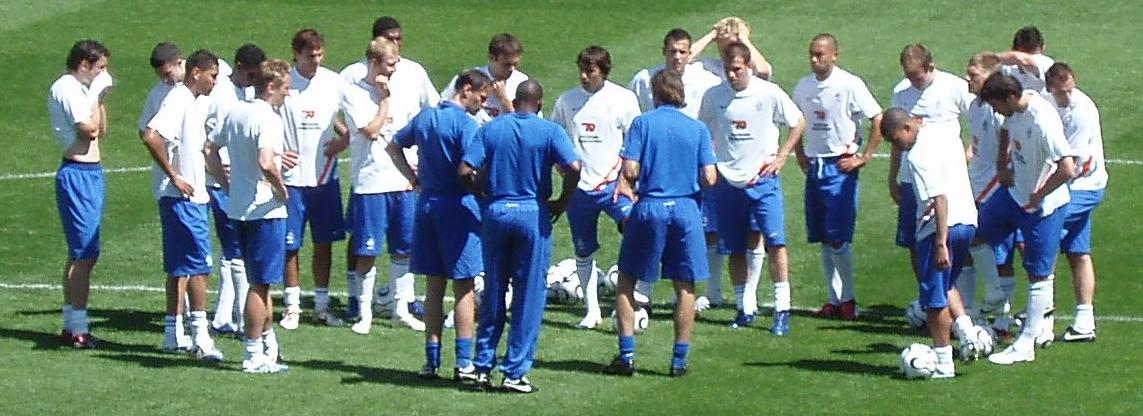
Un allenamento dell'Olanda prima del.

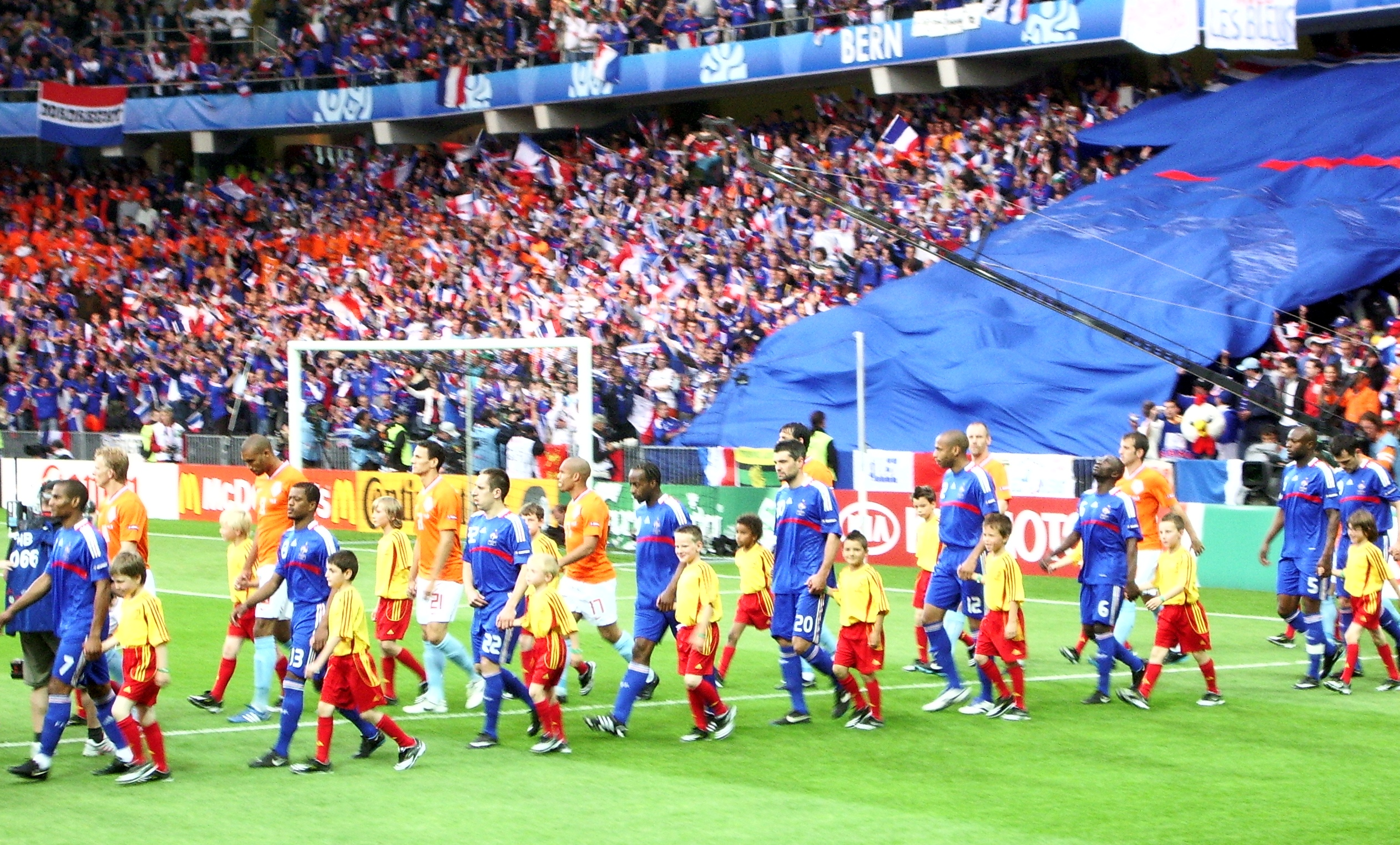
L'ingresso in campo di Olanda e al.

Nelle qualificazioni al campionato d'Europa 2008, la cui fase finale si svolse in Austria e Svizzera, la selezione olandese, con ventisei punti totalizzati, raggiunse il secondo posto nel gruppo G dietro alla Romania. Gli otto successi, i due pareggi e le due sconfitte furono risultati sufficienti per accedere alla fase finale della manifestazione continentale.
Nella fase finale la squadra ebbe un brillante avvio, esprimendo un calcio piacevole. Inserita nel girone C con Italia, Francia e Romania, batté nettamente i campioni del mondo in carica dell'Italia per 3-0 e i vice-campioni del mondo della Francia per 4-1, qualificandosi, così, ai quarti di finale come prima classificata del girone C con una partita di anticipo. Nella terza partita del girone, pur essendo già qualificata, batté anche la Romania per 2-0, impedendo ai romeni di vincere e ottenere la qualificazione ai quarti, qualificazione conseguita, invece, dall'Italia. Il cammino dei Paesi Bassi, tuttavia, si concluse ai quarti di finale, con la sconfitta per 3-1 dopo i tempi supplementari ad opera della Russia, guidata dall'ex CT dei Paesi Bassi Guus Hiddink. Alla fine del torneo, come peraltro era noto da tempo, Van Basten lasciò l'incarico di CT.

## Anni duemiladieci

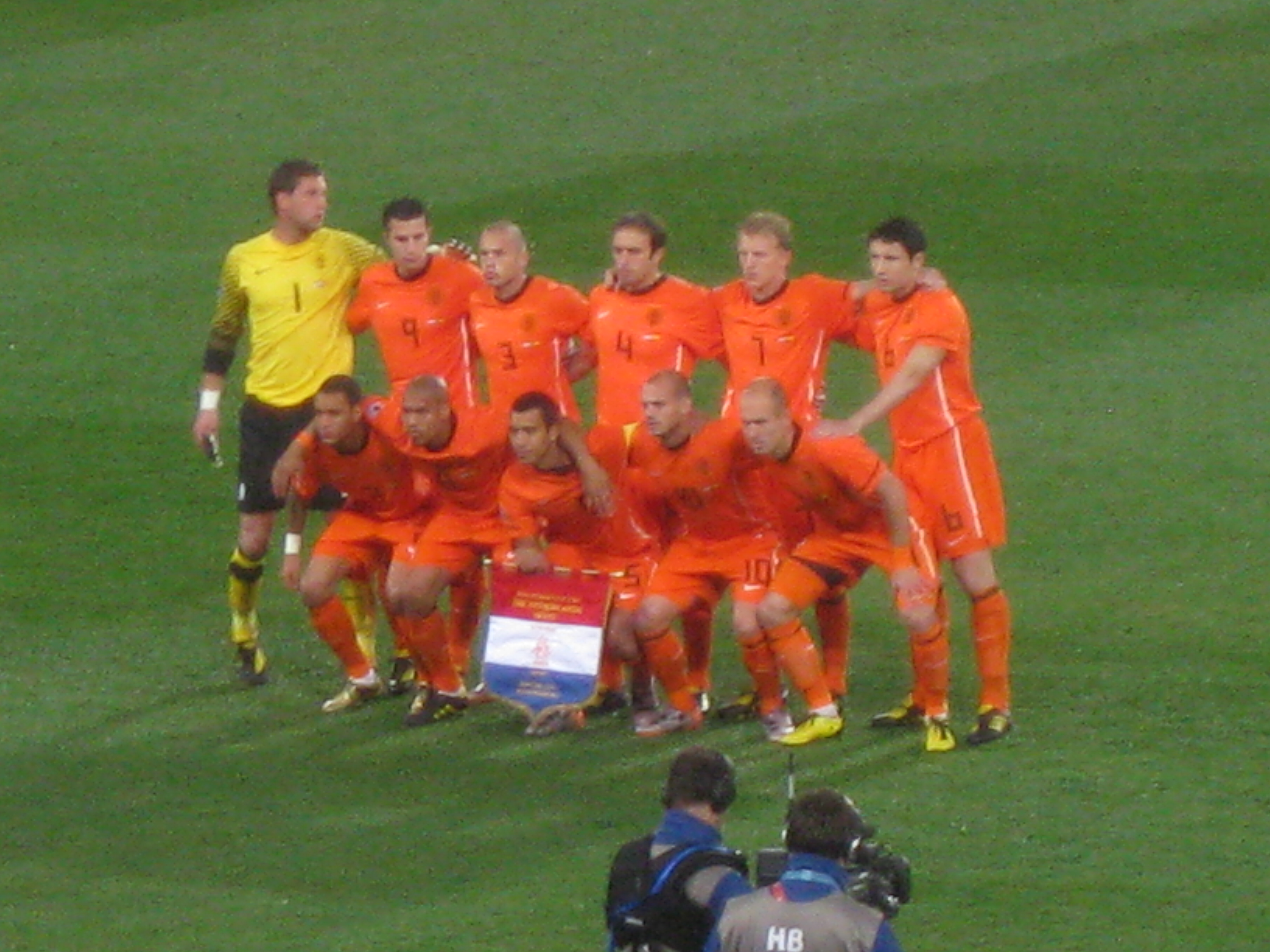
La formazione dell'Olanda, scesa in campo nella finale del campionato mondiale del 2010 contro la.

Dopo la qualificazione al mondiale sudafricano del 2010, i Paesi Bassi vennero inseriti nel girone con Danimarca, Giappone e Camerun. L'esordio fu contro la Danimarca e la partita si concluse per 2-0 con un'autorete danese e una rete di Dirk Kuijt. Successivamente sconfisse anche il Giappone, per 1-0, con rete di Wesley Sneijder e il Camerun per 2-1. Per gli orange segnarono Robin van Persie e Klaas-Jan Huntelaar. Negli ottavi di finale i Paesi Bassi incontrarono la Slovacchia e la sconfissero per 2-1 grazie ai gol di Robben e Sneijder, che proiettano la selezione di van Marwijk ai quarti di finale. Nell'attesa sfida contro il Brasile, incontrato di nuovo in un campionato del mondo dopo 12 anni, gli arancioni, dopo aver chiuso il primo tempo in svantaggio, si impongono nella ripresa e sconfissero per 2-1 i verdeoro (grazie alla doppietta di Sneijder), approdando così in semifinale, dopo 12 anni. In semifinale i Paesi Bassi ebbero ragione dell'Uruguay con il punteggio di 3-2: nel primo tempo gli arancioni andarono in vantaggio con gol di Giovanni van Bronckhorst, ma l'Uruguay pareggiò i conti con Diego Forlán. Nella ripresa i gol in rapida successione di Wesley Sneijder e Arjen Robben chiusero la contesa, rendendo inutile il gol di Maximiliano Pereira nel finale. Gli Orange dunque disputarono la finale del Mondiale 2010 in Sudafrica (la terza della loro storia) con la fortissima Spagna (Campione d'Europa in carica, si riconfermerà due anni dopo), ma vennero sconfitti per 1-0 con un gol di Iniesta subito a pochi minuti dalla fine dei tempi supplementari.

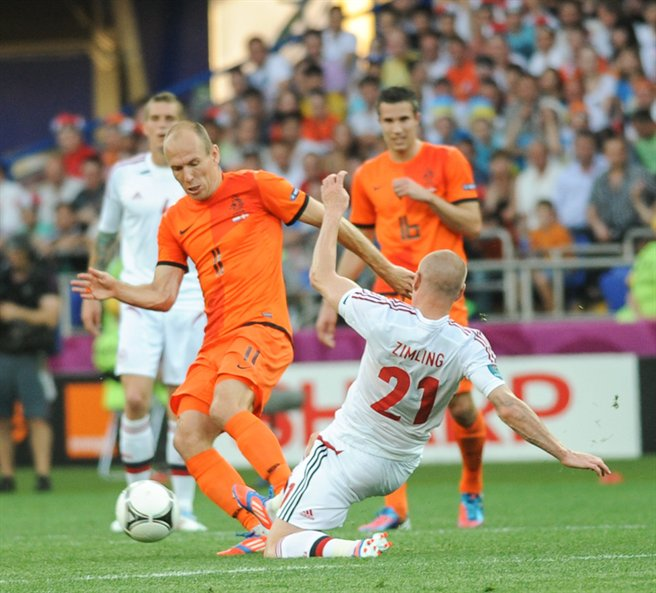
Arjen Robben in azione contro la, durante la fallimentare spedizione al campionato europeo del 2012.

Nel 2012, i Paesi Bassi furono inseriti nel sorteggio nel girone B assieme a Danimarca, Germania e Portogallo per l'europeo 2012. Chiamato da tutti il "girone della morte" vista l'importanza delle Nazionali che vi presero parte, gli orange e la Germania erano indicate tra la favorite. Al debutto, contro la Danimarca, ritenuta la squadra più debole delle quattro del girone, i Paesi Bassi vennero sconfitti di misura (0-1). Anche la seconda partita, che vedeva gli arancioni obbligati a vincere per poter sperare nel passaggio del turno, si conclude con una sconfitta, contro la Germania (1-2). Una doppietta di Cristiano Ronaldo stese poi i Paesi Bassi nella terza e ultima gara della fase a gironi, condannando l'Olanda al quarto posto, senza alcun punto in classifica. In seguito agli scarsi risultati conseguiti e alle forti polemiche suscitate dalle tre sconfitte in altrettante gare, il selezionatore degli orange Bert van Marwijk rassegnò le dimissioni.
Nelle qualificazioni al campionato del mondo 2014 i Paesi Bassi furono inseriti in un girone con Turchia, Ungheria, Andorra, Estonia e Romania. La nazionale arancione totalizzò 6 vittorie consecutive (segnando 20 gol, e subendone soltanto 2) prima di pareggiare contro l'Estonia e battere Andorra: con questi risultati la squadra ottenne la qualificazione al mondiale con due turni di anticipo. Nella fase finale del torneo, in Brasile, i Paesi Bassi si classificarono primi nel proprio girone a punteggio pieno davanti al Cile, eliminando l'Australia e i campioni in carica della Spagna (che furono sconfitti per 5-1, vendicando così la finale del mondiale precedente). Agli ottavi la nazionale olandese batté poi 2-1 il Messico, ribaltando lo svantaggio iniziale grazie a due gol in quattro minuti sul finale di partita, e ai quarti eliminò a fatica la Costa Rica, sorpresa del torneo, battuta ai tiri di rigore (risulteranno decisivi i rigori parati dal portiere Tim Krul, subentrato a Cillessen sul finire dei supplementari) dopo lo 0-0 dei tempi supplementari. La semifinale contro l'Argentina terminò sullo 0-0 e decisivi risultarono quindi ancora una volta i tiri di rigore, dove questa volta la nazionale europea ebbe la peggio, a causa degli errori sul dischetto di Vlaar e Sneijder. Perso l'accesso alla finalissima, la nazionale olandese giocò quindi la finale per il terzo posto contro il Brasile padrone di casa: la gara terminò con il risultato di 3-0 a favore dei Paesi Bassi, che ottennero così la medaglia di bronzo, chiudendo per la prima volta il mondiale da imbattuti.
Dopo il grande risultato in Coppa del mondo, la nazionale olandese mancò clamorosamente la qualificazione al campionato d'Europa 2016 (per la prima volta dopo 7 partecipazioni consecutive dal 1988 al 2012), la prima a 24 squadre, piazzandosi quarta nel proprio girone dietro a Rep. Ceca, Islanda e Turchia e mancando perfino gli spareggi o un passaggio come terza, con un inutile cambio tecnico in corsa tra Guus Hiddink e Danny Blind.
Il biennio 2016-2017 vide l'Olanda impiegata nelle qualificazioni al mondiale di Russia 2018 nel girone A, assieme a Francia, Svezia, Bulgaria, Bielorussia e Lussemburgo. L'inizio fece ben sperare, ma una serie di risultati deludenti, culminati nella sconfitta per 2-0 contro la Bulgaria, portarono all'esonero di Blind nel marzo 2017. Al suo posto subentrò ad interim Fred Grim, in attesa del ritorno di Dick Advocaat, che si sedette sulla panchina della nazionale olandese da giugno 2017. Nonostante il cambio di allenatore, dopo aver fallito la qualificazione al campionato d'Europa del 2016 l'Olanda mancò anche la qualificazione al mondiale di Russia 2018. Chiuse, infatti, terza in classifica, a pari punti con la Svezia e dietro la Francia, ma con una differenza reti peggiore rispetto agli scandinavi.
Dopo le dimissioni di Advocaat, nel febbraio 2018 subentrò in panchina Ronald Koeman, che guidò i Paesi Bassi nel girone di Lega A della UEFA Nations League 2018-2019 con Francia e Germania. Sconfitti all'esordio in trasferta dai francesi (2-1), gli olandesi batterono in casa la Germania (3-0) e la Francia (2-0) e pareggiarono in casa dei tedeschi (2-2), ottenendo così il primo posto nel girone e la qualificazione alla final four del torneo. A Guimarães superarono in semifinale l'Inghilterra per 3-1 dopo i tempi supplementari, ma in finale, a Porto, caddero contro i padroni di casa del Portogallo (1-0), dovendosi accontentare della medaglia d'argento.

## Anni duemilaventi
Qualificatisi al campionato d'Europa 2020, tenutisi nel 2021, i Paesi Bassi, inseriti nel girone con Ucraina, Austria e l'esordiente Macedonia del Nord, rispettarono i pronostici, sconfiggendo tutte e tre le avversarie e chiudendo la prima fase al primo posto. Agli ottavi incapparono, tuttavia, in un'inaspettata eliminazione per mano della Rep. Ceca, che vinse con il risultato di 2-0. Al termine del torneo De Boer lasciò il posto al rientrante Louis van Gaal.
Fu avara di soddisfazioni la UEFA Nations League 2020-2021: sorteggiati nel gruppo 1 della Lega A insieme a Italia, Polonia e Bosnia ed Erzegovina, i Paesi Bassi finirono al secondo posto dietro l'Italia, unica del girone a superare il turno e ad approdare alla final four del torneo. Van Gaal centrò comunque la qualificazione al campionato del mondo 2022, vincendo il girone eliminatorio, poi, nella UEFA Nations League 2022-2023, vinse il girone di Lega A davanti al Belgio, qualificando la squadra arancione alla final four della competizione, in programma proprio nei Paesi Bassi.
In Qatar, nella fase finale del campionato del mondo 2022, gli olandesi vinsero il girone battendo il Senegal (2-0), pareggiando contro l'Ecuador (1-1) e sconfiggendo il Qatar (2-0), poi superarono agli ottavi di finale gli Stati Uniti (3-1) e ai quarti furono sconfitti ai tiri di rigore per 4-3 dall'Argentina poi campione del mondo, pur essendo riusciti a rimontare due gol nel finale di gara (2-2) e a portare la sfida ai tempi supplementari.
A Van Gaal subentrò il rientrante Ronald Koeman, che nel giugno 2023 guidò la squadra nella fase finale della UEFA Nations League ospitata proprio dai Paesi Bassi. Gli arancioni persero la semifinale contro la Croazia (2-4) e la finale per il terzo posto contro l'Italia (2-3), piazzandosi quindi quarti nel torneo. Ottenuta la qualificazione al campionato d'Europa 2024 grazie al secondo posto nel girone eliminatorio (dietro alla Francia), in Germania la nazionale olandese superò la fase a gruppi come una delle migliori terze classificate, avendo vinto contro la Polonia (2-1), pareggiato contro la Francia (0-0) e perso contro l'Austria (2-3). Superati gli ottavi di finale (3-0 contro la Romania) e i quarti (2-1 contro la Turchia), si qualificò alle semifinali del torneo a vent'anni dall'ultima volta, ma poi si fermò contro l'Inghilterra (1-2).